# Wiler bei Utzenstorf
Wiler bei Utzenstorf is een gemeente en plaats in het Zwitserse kanton Bern, en maakt deel uit van het district Emmental.
Wiler bei Utzenstorf telt 822 inwoners.
Het dorp ligt bijna geheel in de alluviale vlakte van de Emme, oostelijk van de gekanaliseerde bedding.